# John Charles Haines
Pour les articles homonymes, voir John Haines et Haines.
John Charles Haines (né le 26 mai 1818 à Deerfield dans l'État de New York - mort le 4 juillet 1896 à Chicago dans l'Illinois) était un homme politique américain, membre du Parti démocrate. Il fut membre du conseil municipal de Chicago à six reprises de 1848 à 1854 puis maire de Chicago à deux mandats consécutifs de 1858 à 1860.

## Biographie
John Charles Haines est né le 26 mai 1818 à Deerfield, dans l'État de New York. Il est arrivé à Chicago le 26 mai 1834 et a travaillé comme commis pour George W. Merrill. En 1846, il forme un partenariat avec Jared Gage et acquiert plusieurs minoteries. À partir de 1854, Haines a travaillé pour une compagnie des eaux de Chicago.
Haines a eu quatre enfants avec son épouse.

## Parcours politique
À partir de 1848, John Charles Haines a été élu pour six mandats en tant que conseiller municipal de la ville de Chicago et pour deux mandats en tant que surintendant au service municipal de la distribution et de la gestion de l'eau potable,. Il a été élu maire de Chicago en 1858 en tant que républicain, battant le démocrate Daniel Brainard avec 54 % des voix. Il s'est présenté avec succès pour sa réélection l'année suivante contre Marcus D. Gilman, remportant avec environ 53 % des voix.
Haines a été membre élu du conseil d'administration de la Chicago Historical Society (aujourd'hui Musée d'histoire de Chicago) et du conseil de la santé publique de Chicago. Il a également été membre fondateur du Chicago Board of Trade (CBOT). En 1870, il fut chargé de rédiger des textes dans la constitution de l'Illinois et a aidé à rédiger une nouvelle Constitution pour l'État. Il a été élu au Sénat de l'Illinois pour deux mandats du premier district en 1874. Après avoir quitté le Sénat de l'État, il s'est retiré de la vie publique près de Waukegan, en banlieue nord de Chicago, dans l'Illinois, où il possédait une petite ferme.
Il meurt le 4 juillet 1896 à Chicago et est enterré au cimetière de Rosehill.
Haines était membre de l'église First Unitarian Church of Chicago.